# Enganyapastors de Madagascar
L'enganyapastors de Madagascar (Caprimulgus madagascariensis) és una espècie d'ocell de la família dels caprimúlgids (Caprimulgidae) que habita boscos i zones arbustives de les terres baixes de Madagascar i Aldabra.